# 馬場章夫のなら!みち見聞録
『馬場章夫のなら!みち見聞録』（ばんばふみおのなら・みちけんぶんろく）は、2003年11月27日から2008年3月20日まで、奈良テレビで毎週木曜日の19:00 - 19:25（JST）に放送されていた情報・バラエティー番組であり、馬場章夫の冠番組でもある。

## 概要
探検家である馬場章夫が、「奈良探検」と称して県内の様々な「未知なる道」を訪ね、おすすめのグルメやあまり知られていないスポット、歴史ある古道、新しくオープンした店などを紹介する。さらに、生活に役立つ道路に関する情報や、新しい休憩所やドライブ情報なども伝える。

## 出演者

### MC・リポーター
- 馬場章夫

### アシスタント
- 永倉由季
- 三瓶京子
- 田中あきこ

## 放送時間
- 毎週木曜日 19:00 - 19:25（25分間）
  - 2004年9月までは新作を毎週放送していた。2004年10月から、新作は隔週放送となり、新作を放送した翌週は前回の再放送を行うようになった。